# الدوائر الإلكترونية عالية السرعة
تعتبر الدوائر الالكترونية عالية السرعة إحدى أهم البرامج الحكومية الامريكية في الثمانينات، حيثُ تُعزى مهمة البرنامج في البحث عن شرائح ميكروية عالية السرعة وتطويرها.

## نبذة
اطلقت وزارة الدفاع الأمريكية برنامج VHSIC  عام 1980 والذي يسعى لإشراك برامج الخدمات الثلاثية المتمثلة ب (جيش الخدمة البرية للقوات المسلحة الامريكية/الخدمة البحرية للقوات المسلحة الامريكية/ الخدمة الجوية للقوات المسلحة الامريكية). أُنتجَ من البرنامج تقنيات مختلفة متمثلة بتقنيات الدوائر الالكترونية، والطباعة الحجرية، والتعبئة والتغليف، والفحوصات والخوارزميات، وإنشاء العديد من البرامج التي تساعد على التصميم بمساعدة الحواسيب (CAD) إضافةً إلى برامج الوصف الالكترونية المستخدمة لوصف الاشارات الرقمية للغات البرمجة.حيث أن البرنامج قام بإعادة توجيه اهتمامات الجيش نحو أشباه الموصلات البلورية GaAs ICs إلى الاتجاه التجاري السائد نحو CMOS. وتم إنفاق أكثر من مليار دولار في المجموع لصالح برامج VHSIC لتطوير دوائر سيلكون إلكترونية.

## الإسهامات
ساهمَ مشروع وكالة الأبحاث والتطوير المتقدمة بشكلٍ مُزامن مع مشروع VLISI والذي قد بدأ قبل عامين في 1987 في نظام التشغيل BSD وأجهزة RISC وتصميم أبحاث لتنفيذ أشباه الموصلات بأكسيد المعادن  MOSIS  إضافة إلى نشب ثورة Mead & Conway  التي تضمن إعادة هيكلة المواد الاكاديمية في جميع أنحاء العالم. وعلى النقيض من ذلك، لقد كانت برامج VHSIC  أقل فعالية من حيث تكلفتها نسبةً إلى الأموال التي تم استثمارها على المدى الزمني المعاصر  ومع ذلك كانت المشاريع على حدى تملك أهدافً مُختلفة وغير قابلة للمقارنة.